# عبد الله بن وهب الراسبي
عبد الله بن وهب الراسبي. من بني راسب بن ميدعان. من قبيلة الأزد. كان قائد الحرورية في معركة النهروان.
أدرك النبي محمد، وشارك في فتوح العراق، واشترك مع علي بن أبي طالب في بعض حروبه أيام الفتنة، لكنه انقلب عليه بعد واقعة التحكيم بينه وبين معاوية بن أبي سفيان، وأصبح زعيماً من زعماء الحرورية. وقد حاول الخوارج إقناع علي بالرجوع عن التحكيم، والعودة إلى حرب معاوية، فلم يفعل. وحاول علي في المقابل أن يسير معهم بسياسة المهادنة، فلم يفلح.
خلع الخوارج إمارة علي، وأمّروا عليهم معدان الإيادي، ثم لم يلبثوا أن خلعوه لأنه تبرأ عمن تخلف عن القتال، وسألوا عبد الله بن وهب أن يتولى المهمة، فقبلها بعد تحفظ، وأصبح أميرهم في العاشر من شوال 37 هـ (658م).
سار بجيش من الخوارج إلى جسر النهروان (بين بغداد وواسط)، والتقى بجيش علي فهزم جيش الراسبي، وقُتل.